# Prêmio André Aisenstadt
O Prêmio André Aisenstadt é uma condecoração do Centre de Recherches Mathématiques (CRM) da Universidade de Montreal para jovens matemáticos do Canadá. É dotado com 3 mil dólares.
André Aisenstadt (1912–2001) foi fundador do CRM bem como do Hospital judaico de Montreal. Natural da Rússia, foi assistente de Albert Einstein em Zürich e chegou em 1939 em Montreal, onde fundou um banco hipotecário. Como filantropo também apoiou a cena musical no Canadá.

## Recipientes
- 1992 Niky Kamran
- 1993 Ian F. Putnam
- 1994 não houve premiação
- 1995 Nigel Higson, Michael J. Ward
- 1996 Adrian Lewis
- 1997 Henri Darmon, Lisa Jeffrey
- 1998 Boris Aronowitsch Chessin
- 1999 John A. Toth
- 2000 Changfeng Gui
- 2001 Eckhard Meinrenken
- 2002 Jinyi Chen
- 2003 Alexander Brudnyi
- 2004 Vinayak Vatsal
- 2005 Ravi Vakil
- 2006 Iosif Polterovich, Tai-Peng Tsai
- 2007 Gregory G. Smith, Alexander E. Holroyd
- 2008 Jozsef Solymosi, Jonathan Taylor
- 2009 Valentin Blomer
- 2010 Omer Angel
- 2011 Joel Kamnitzer
- 2012 Marco Gualtieri, Young-Heon Kim
- 2013 Spyros Alexakis
- 2014 Sabin Cautis
- 2015 Louis-Pierre Arguin
- 2016 Anne Broadbent
- 2017 Jacob Tsimerman
- 2018 Benjamin Rossman
- 2019 Yaniv Plan